# 文屋順
文屋 順（ぶんや じゅん、1953年10月1日 - ）は、日本の俳人である。2014年銀化に入会、中原道夫に師事して作句を始める。

## 略歴
宮城県黒川郡出身、仙台市在住。高崎経済大学卒業[俳人協会会員  俳句結社「銀化」同人。